# Edmund Gunter
Edmund Gunter, född 1581 i Hertfordshire, England, död 10 december 1626 i London var en engelsk präst, matematiker, geometer och astronom. Han är mest ihågkommen för sina matematiska bidrag som inkluderar uppfinningen av Gunters kedja, Gunters kvadrant, och Gunters linjal. År 1620 uppfann han den första framgångsrika analoga enheten som han utvecklade för att beräkna logaritmiska tangenter. Han var mentor i matematik av pastor Henry Briggs och blev så småningom greshamprofessor i astronomi från 1619 till sin död.

## Biografi
Gunter utbildades vid Westminster School och 1599 skrevs han in vid Christ Church, Oxford. Han prästvigdes, blev predikant 1614 och fortsatte 1615 till kandidatexamen i teologi. Han blev senare styresman för St. George's Church i Southwark.
Matematik, särskilt förhållandet mellan matematiken och den verkliga världen, var det överskuggande intresset under hela hans liv. År 1619 satsade Sir Henry Savile pengar för att finansiera Oxfords universitets två första vetenskapliga fakulteter, lärostolarna för astronomi och geometri. Gunter ansökte om att bli professor i geometri men Savile var känd för att misstro smarta människor och Gunters beteende fann han mycket irriterande. Sin vana trogen anlände Gunter med sin sektor och kvadrant, och började visa hur de kunde användas för att beräkna stjärnornas position eller kyrkornas avstånd, tills Savile inte längre kunde stå ut med det. "Kallar du det här geometrisk kunskap?" utbrast han. "Detta är bara uppvisning av trix, människan!" och, enligt en samtida redogörelse, "avfärdade honom med förakt."
Han blev kort därefter uppmärksammad av den mycket rikare earlen av Bridgewater, som såg till att Gunter den 6 mars 1619 utsågs till professor i astronomi vid Gresham College, London, en post han innehade fram till sin död.
Med Gunters namn är associerade flera användbara uppfinningar, beskrivna i hans avhandlingar om sektorn, Jakobsstav, båge, kvadrant och andra instrument. Han skapade sin sektor omkring år 1606 och skrev en beskrivning av den på latin, men det dröjde 16 år innan han tillät boken ges ut på engelska. År 1620 publicerade han sin Canon triangulorum.
År 1624 publicerade Gunter en samling av sina matematiska verk. Den hade titeln The description and use of sector, the cross-staffe, and other instruments for such as are studious of mathematical practise. En av de mest anmärkningsvärda sakerna med denna bok är att den skrevs och publicerades på engelska inte latin. Det var en handbok inte för universitetsstudenter utan för sjömän och lantmäteriförmän i det dagliga livet.
Det finns anledning att tro att Gunter var den förste att upptäcka (1622 eller 1625) att den magnetiska kompassnålen inte behåller samma deklination på samma plats hela tiden. På James I:s önskemål publicerade han 1624 The Description and Use of His Majesties Dials in Whitehall Garden, det enda av hans verk som inte har tryckts om. Han myntade termerna cosinus och cotangens, och han föreslog sin vän och kollega, Henry Briggs, användningen av det aritmetiska komplementet (se Briggs: Arithmetica Logarithmica, cap. xv).

## Vetenskapligt arbete

### Gunters kedja
Gunters intresse för geometri ledde till att han utvecklade en metod för lantmäteri med hjälp av triangulering. Linjära mätningar kan göras mellan topografiska egenskaper som hörn av ett fält, och med hjälp av triangulering kan fältet eller annat område ritas på ett plan och dess område beräknas. En kedja som var 20 meter lång, med inlagda delsträckor angivna, valdes för ändamålet och kallas Gunters kedja.
Längden på den valda kedjan, 20 m, som kallas en kedja ger en enhet som enkelt omvandlas till yta. Därför ger ett paket av 10 kvadrerar kedjar 1 tunnland. Areal för alla skiften mätt i kedjor kommer därmed lätt att beräknas. 

### Gunters kvadrant

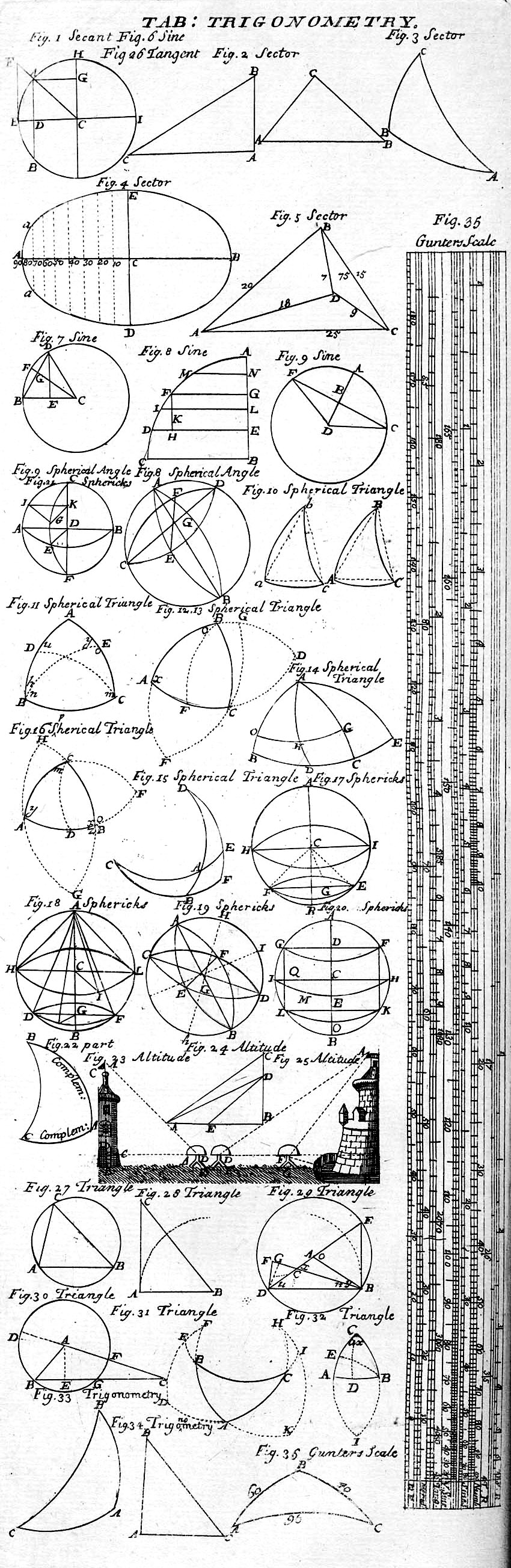
Tabell över trigonometri, från cyklopedin1728, volym 2 med en Gunters skala

Gunters kvadrant är ett instrument av trä, mässing eller annat ämne som innehåller ett slags stereografisk projektion av sfären på himmelsekvatorplanet, med ögat placerat i en av polerna, så att tropikerna, ekliptikan och horisonten bildar cirklarnas bågar, medan timcirklarna är andra kurvor, ritade med hjälp av flera solhöjder för någon särskild latitud varje år. Detta instrument används för att bestämma tid på dagen, solens azimut etc., och andra vanliga problem i himlavalvet eller jordklotet, och även för att ta höjden på ett objekt i grader.

### Gunters linjal
Gunters skala eller Gunters linjal, allmänt kallad "Gunter" av sjömän, är en stor planskala, vanligtvis 610 mm lång med ca 40 mm bred, graverad med olika skalor eller linjer. På ena sidan placeras de naturliga linjerna och på andra sidan motsvarande konstgjorda eller logaritmiska. Med hjälp av detta instrument kunde frågor inom navigering, trigonometri etc., lösas med hjälp av ett par passare. Denna så kallad "logaritmlinjal" är en föregångare av räknestickan, ett beräkningshjälpmedel använt från det 1600-talet till 1970-tal.